# مج کربی
مج کربی (انگلیسی: Madge Kirby؛ ‏ ۱۲ آوریل ۱۸۸۴ – ۱۱ ژوئیهٔ ۱۹۵۶) بازیگر اهل بریتانیا بود.
از فیلم‌هایی که وی در آن نقش داشته‌است، می‌توان به وراثت، کودن‌ها، خرس‌ها و مردمان بد، آلمانی‌ها و جاسوس‌ها، فریب‌کاران و دیوانگان اشاره کرد.